# Шака самват
Сака ера, Шака самват або календар Сака — місячно-сонячний календар, поширений в Індії, в якому початок років йде з 15 березня 78 н. е. Новий рік по ньому відзначають у березні-квітні. 1970 рік нашого календаря відповідає 1892-1893 рокам календаря Сака. На основі цього календаря було розроблено Індійський цивільний календар.
Походження епохи Шака дуже суперечливе . Існують дві системи епохи Шака в науковому використанні, одна з яких називається Старою епохою Шака, епоха якої невизначена, ймовірно, колись у 1-му тисячолітті до н. е. Інший називається епохою Сака 78 р. н. е., або просто ера Сака, система, яка поширена в епіграфічних свідченнях з Південної Індії. Паралельна система Північної Індії — ера Вікрама, яка пов'язана з календарем Бікрамі, пов'язаним з царем Вікрамадітйа .
Шалівагана (санскрит. Çâlivâhana) — стародавній індійський цар, за переказами, син гончаря, який підняв народне повстання і скинув царя Махараштри Вікрамадитью, престол якого він зайняв. Столицею Ш. був місто Пратіштхана, на річці Ґодаварі, як припускають — на місці сучасного міста Пайтхан. Своє життя Ш. скінчив на поле битви. За іншими джерелами, Ш. був царем в Магадзі і переміг Вікрамадитью, полеглого в битві з військами Ш. Початком ери Шака вважається 15 березня 78 р., передбачуваного дня смерті Шалівагана. Ера ця вживається досі в південній Індії й починається з 3179 р періоду Калі-юга.
Початок епохи Шака тепер широко прирівнюється до сходження царя Кхаштана в 78 р. Його написи, датовані 11 і 52 роками, були знайдені в районі Андхау в Качу. Ці роки інтерпретуються як Шака років 11 (89 н. е.) і 52 (130 н. е.). Раніше більш поширеною була думка, що початок епохи Шака відповідає сходженню Канішки I в 78 р. Н. Е. Проте останні дослідження Генріха Фалька свідчать, що Канішка зійшов на трон у 127 р. Н. Щобільше, Канішка не був шакою, а правителем Кушани. До інших історичних кандидатів увійшли такі правителі, як Віма Кадфіс, Вононес і Нахапана.
Згідно з істориком Дінешчандра Сіркар, історично неточне поняття «епохи Шалівахани», здається, базується на перемозі Сатавахани правителя Гаутаміпутра Сатакарні над деякими царями Шака (Західні Кшатрапа). Сіркар також припускає, що об'єднання північного короля Вікрамадітї з епохою Вікрами (також історично неточної) могло змусити південних учених сфабрикувати подібну легенду. Інший подібний випадок стверджує, що імператор Шалівахан внук Вікрамадітї переміг Шака в 78 р. н. е., а ера Шака знаменує день цього завоювання. Ця легенда згадується в працях Брахмагупти (7 ст. н. е.), Аль-Біруні (973—1048 рр.) Та інших. Однак це очевидне вигадування. З часом слово «Шака» стало родовим і стало означати «епоха»; Таким чином, епоха стала знана як «Шалівахана Шака».
Найбільш ранніми відомими користувачами епохи є Західні Кшатрапи, Шака (індо-скіфські) правителі Удджайна. З правління Рудрасімхи I (178—197) вони записали дату викарбування монет в епоху Шака, як правило, написану на аверсі за головою царя в цифрах Брахмі [9].
Використання календарної ери пережило період Гупта і стало частиною індуїстської традиції після занепаду буддизму в Індії. Це було широко поширене з 6-го по 7-е століття, напр. у творах Варахаміхіри і Брахмагупти, а до 7-го століття також з'являється в епіграфіці в індуїстській Південно-Східній Азії.
Календарна епоха залишалася у використанні в Індії та Південно-Східній Азії протягом усього середньовічного періоду, головною альтернативною епохою в традиційній індуїстській хронометражі — епохою Вікрама Самват (56 р. до н. е.). Він був використаний яванськими судами до 1633 року, коли його замінив Анно Яваніко, гібридна явансько-ісламська система. На його основі створнено індійського національного календаря (також відомого як «календарі Лака») в 1957 році.
6 квітня 2019 р. Григоріанського календаря відповідає початку 1941 р. Шака самват. Це свято Угаді. 1942 р. Шака почнеться 25 березня 2020 р.